# Liste der Einträge im National Register of Historic Places im Scott County (Iowa) – Außerhalb von Davenport

Lage des Scott County in Iowa

Die Liste der Einträge im National Register of Historic Places im Scott County in Iowa führt die Bauwerke und historischen Stätten im Scott County auf, die in das National Register of Historic Places aufgenommen wurden. Aufgrund der Vielzahl der Einträge besteht diese aus vier Teilen:
- Liste der Einträge im National Register of Historic Places im Scott County (Iowa) – Innenstadt von Davenport
- Liste der Einträge im National Register of Historic Places im Scott County (Iowa) – Ostteil von Davenport
- Liste der Einträge im National Register of Historic Places im Scott County (Iowa) – Westteil von Davenport
- Liste der Einträge im National Register of Historic Places im Scott County (Iowa) – Außerhalb von Davenport

## Legende
| NRHP | Historic Place             |
| HD   | Historic District          |
| NHL  | National Historic Landmark |

## Aktuelle Einträge – Außerhalb von Davenport
| [ 2 ] | Name                                  | Bild                                  | Eintragsdatum        | Lage                                                                    | Ort                | Beschreibung |
| ----- | ------------------------------------- | ------------------------------------- | -------------------- | ----------------------------------------------------------------------- | ------------------ | --- |
| 1     | Joseph F. Bettendorf House            | Joseph F. Bettendorf House            | 1983 ID-Nr. 83004212 | 1821 Sunset Drive 41° 31′ 44″ N, 90° 30′ 23″ W                          | Bettendorf         | 1914–1915 errichtete Villa der Unternehmerbrüder Joseph und William Bettendorf; beherbergt heute die Privatschule Rivermont Collegiate                          |
| 2     | Bettendorf-Washington School          | Bettendorf-Washington School          | 1984 ID-Nr. 84001317 | 533 16th Street 41° 31′ 41″ N, 90° 30′ 35,3″ W                          | Bettendorf         | 1909 errichtete Schule; heute Museum |
| 3     | James Brown House                     | James Brown House                     | 1982 ID-Nr. 82002643 | 424 State Street 41° 32′ 11,5″ N, 90° 28′ 12,5″ W                       | Riverdale          | 1842 im Stil des Greek Revival errichtetes Wohnhaus |
| 4     | Alexander Brownlie House              | Alexander Brownlie House              | 1976 ID-Nr. 76000809 | 206 Pine Street 41° 42′ 3″ N, 90° 35′ 5″ W                              | Long Grove         | 1846 im vernakulären Stil errichtetes Farmhaus mit Fassade in Stülpschalung                                                                                     |
| 5     | Buffalo High School                   | Buffalo High School                   | 2005 ID-Nr. 05000901 | 326 East 4th Street 41° 27′ 31,1″ N, 90° 43′ 16,2″ W                    | Buffalo            | Im Jahr 1900 (mit Erweiterung 1928) errichtetes Schulgebäude; heute Apartments                                                                                  |
| 6     | Cody Homestead                        | Cody Homestead                        | 1974 ID-Nr. 74000812 | 230th Avenue Ecke Bluff Road 41° 42′ 53,3″ N, 90° 27′ 17″ W             | Butler Township    | 1847 errichtetes Wohnhaus, in dem Buffalo Bill geboren wurde und aufwuchs                                                                                       |
| 7     | Cody Road Historic District           | Cody Road Historic District           | 1979 ID-Nr. 79000943 | verschiedene Gebäude entlang der Cody Road 41° 36′ 10″ N, 90° 20′ 38″ W | Le Claire          | aus 53 Wohn- und Geschäftshäusern bestehender historischer Distrikt an der Hauptstraße der Stadt                                                                |
| 8     | Community Building                    | Community Building                    | 2008 ID-Nr. 08000331 | 428 South River Drive 41° 40′ 26,3″ N, 90° 20′ 25,5″ W                  | Princeton          | 1928 im Chicagostil errichtetes Büro- und Geschäftshaus; heute Gemeindezentrum                                                                                  |
| 9     | Dawley House                          | Dawley House                          | 1979 ID-Nr. 79003699 | 127 South 2nd Street 41° 35′ 48″ N, 90° 20′ 41″ W                       | Le Claire          | 1851 im Italianate-Stil errichtetes Wohnhaus; Teil der MPS Houses of Mississippi River Men                                                                      |
| 10    | East Hill House and Carriage House    | East Hill House and Carriage House    | 1999 ID-Nr. 99001384 | 5004 State Street 41° 32′ 35,4″ N, 90° 27′ 41,7″ W                      | Riverdale          | 1926 im georgianischen Stil errichteter Landsitz |
| 11    | Eldridge Turn-Halle                   | Eldridge Turn-Halle                   | 1987 ID-Nr. 87000032 | 102 West LeClaire Street 41° 39′ 17,6″ N, 90° 35′ 0,3″ W                | Eldridge           | Um 1885 errichtete Turnhalle eines deutschen Turnvereins; später Restaurant; 2013 abgebrannt und danach abgerissen, aber noch nicht aus dem Register gestrichen |
| 12    | Forest Grove School No. 5             | Forest Grove School No. 5             | 2013 ID-Nr. 13000831 | 24040 195th Street 41° 35′ 21,9″ N, 90° 26′ 2,9″ W                      | Bettendorf         | 1873 errichtete Einklassenschule |
| 13    | James Gamble House                    | James Gamble House                    | 1979 ID-Nr. 79003692 | 527 Wisconsin Avenue 41° 35′ 52″ N, 90° 20′ 57″ W                       | Le Claire          | 1855 im Italianate-Stil errichtetes Wohnhaus |
| 14    | Horton-Suiter House                   | Horton-Suiter House                   | 1979 ID-Nr. 79003700 | 102 North 2nd Street 41° 35′ 51,9″ N, 90° 20′ 42,7″ W                   | Le Claire          | 1860 im Italianate-Stil erbautes Wohnhaus; Teil der MPS Houses of Mississippi River Men                                                                         |
| 15    | Kattenbracher House                   | Kattenbracher House                   | 1979 ID-Nr. 79003701 | 1125 North 2nd Street 41° 36′ 36,1″ N, 90° 20′ 42,7″ W                  | Le Claire          | 1860 erbautes Wohnhaus; Teil der MPS Houses of Mississippi River Men                                                                                            |
| 16    | Lock and Dam No. 14 Historic District | Lock and Dam No. 14 Historic District | 2004 ID-Nr. 04000174 | 25549 182nd Street 41° 34′ 27,6″ N, 90° 24′ 4,8″ W                      | Le Claire Township | 1921 vom USACE errichtetes Stauwerk und Schleuse am Mississippi                                                                                                 |
| 17    | LONE STAR                             | LONE STAR                             | 1989 ID-Nr. 89002461 | Buffalo Bill Museum 41° 35′ 53,7″ N, 90° 20′ 33,3″ W                    | Le Claire          | 1868 gebauter Schleppdampfer; heute als Museumsschiff Teil des Buffalo Bill Museums; seit 1989 auch als NHL registriert                                         |
| 18    | McCaffrey House                       | McCaffrey House                       | 1979 ID-Nr. 79003702 | 208 North Cody Road 41° 35′ 56,1″ N, 90° 20′ 38,2″ W                    | Le Claire          | 1870 im Italianate-Stil errichtetes Wohnhaus des Flusslotsen John McCaffrey; Teil der MPS Houses of Mississippi River Men                                       |
| 19    | Nebergall "Knoll Crest" Round Barn    | Nebergall "Knoll Crest" Round Barn    | 1986 ID-Nr. 86001473 | Telegraph Road 41° 30′ 59″ N, 90° 42′ 54″ W                             | Blue Grass         | 1914 errichtete Rundscheune |
| 20    | Old Mill House                        | Old Mill House                        | 1979 ID-Nr. 79003703 | 419 North Cody Road 41° 36′ 6″ N, 90° 20′ 36″ W                         | Le Claire          | 1851 im Stil des Greek Revival errichtetes Wohnhaus; Teil der MPS Houses of Mississippi River Men                                                               |
| 21    | Rambo House                           | Rambo House                           | 1979 ID-Nr. 79003704 | 430 North Cody Road 41° 36′ 6″ N, 90° 20′ 38″ W                         | Le Claire          | 1855 im Italianate-Stil errichtetes Wohnhaus des Flusslotsen William Rambo; Teil der MPS Houses of Mississippi River Men                                        |
| 22    | Regina Coeli Monastery                | Regina Coeli Monastery                | 1994 ID-Nr. 93001590 | 1401 Central Avenue 41° 31′ 51″ N, 90° 30′ 45″ W                        | Bettendorf         | 1916 im neuromanischen Stil errichtetes früheres Karmelitinnenkloster; später Hotel und heute Suchtklinik                                                       |
| 23    | John Smith House                      | John Smith House                      | 1979 ID-Nr. 79003705 | 426 Dodge Street 41° 35′ 46,7″ N, 90° 20′ 55,2″ W                       | Le Claire          | 1852 errichtetes Wohnhaus; Teil der MPS Houses of Mississippi River Men                                                                                         |
| 24    | Roswell Spencer House                 | Roswell Spencer House                 | 1982 ID-Nr. 82002642 | Abseits des US 67 41° 34′ 11″ N, 90° 25′ 24″ W                          | Riverdale          | 1850 im Stil des Greek Revival errichtetes Wohnhaus |
| 25    | Stone House                           | Stone House                           | 1983 ID-Nr. 83002528 | 817 North 2nd Street 41° 36′ 22,8″ N, 90° 20′ 42,9″ W                   | Le Claire          | Um 1850 im vernakulären Stil errichtetes steinernes Wohnhaus |
| 26    | Stone School                          | Stone School                          | 1977 ID-Nr. 77000558 | westlich von Le Claire 41° 36′ 43″ N, 90° 23′ 55″ W                     | Le Claire Township | 1866 errichtete Einklassenschule |
| 27    | Jacob Suiter House                    | Jacob Suiter House                    | 1979 ID-Nr. 79003707 | 214 South 2nd Street 41° 35′ 45,9″ N, 90° 20′ 42,7″ W                   | Le Claire          | 1860 im Italianate-Stil errichtetes Wohnhaus des Flusslotsen Jacob Suiter; Teil der MPS Houses of Mississippi River Men                                         |
| 28    | John H. Suiter House                  | John H. Suiter House                  | 1979 ID-Nr. 79003706 | 1220 North 2nd Street 41° 36′ 39″ N, 90° 20′ 44,8″ W                    | Le Claire          | 1855 errichtetes Wohnhaus des Flusslotsen John H. Suiter; Teil der MPS Houses of Mississippi River Men                                                          |
| 29    | William Suiter House                  | William Suiter House                  | 1979 ID-Nr. 79003708 | 227 Wisconsin Street 41° 35′ 52,3″ N, 90° 20′ 45,8″ W                   | Le Claire          | 1855 errichtetes Wohnhaus des Flusslotsen William Suiter; Teil der MPS Houses of Mississippi River Men                                                          |
| 30    | George Tromley, Jr., House            | George Tromley, Jr., House            | 1979 ID-Nr. 79003710 | 127 Jones Street 41° 35′ 55,5″ N, 90° 20′ 41,1″ W                       | Le Claire          | 1865 errichtetes Wohnhaus des Flusslotsen George Tromley, Jr.; Teil der MPS Houses of Mississippi River Men                                                     |
| 31    | George Tromley, Sr., House            | George Tromley, Sr., House            | 1979 ID-Nr. 79003709 | 806 North Cody Road 41° 36′ 22″ N, 90° 20′ 39,5″ W                      | Le Claire          | 1850 errichtetes Wohnhaus des Dampfschiffkapitäns George Tromley, Sr.; Teil der MPS Houses of Mississippi River Men                                             |
| 32    | Samuel Van Sant House                 | Samuel Van Sant House                 | 1979 ID-Nr. 79003711 | 322 North Cody Road 41° 36′ 0,9″ N, 90° 20′ 38″ W                       | Le Claire          | 1860 errichtetes Wohnhaus von Samuel Rinnah Van Sant, dem Gouverneur von Minnesota; Teil der MPS Houses of Mississippi River Men                                |